# 李弼柱
李弼柱(イ・ピルチュ、朝鮮語: 이필주、1869年旧暦12月12日 - 1942年陽暦4月21日)は韓国のメソジスト牧師・独立運動家。

## 生涯
大韓帝国軍人出身として、プロテスタントに入教して救国啓蒙運動に参加した珍しい経歴を持っている。
漢城府の没落家庭で生まれ、貧困の中で育ち、若年期は世の中を恨んで遊蕩した生活をした。1890年生計のために軍隊に入隊して1894年には甲午農民戦争に参加した。
しばらく軍人として安定した生活をし、1902年に兄と妹が病気で死亡して、同上教会でキリスト教に入教する。そこでウィリアム・スクレントンと伝道師全徳基との出会いで大きな感化を受け、翌年洗礼を受け、東学農民運動に軍人も辞めた。
1904年に同上教会が主軸になって同上青年学院を設立すると、同校の体育教師を引き受けた。当時校長は李承晩で、教師陣には周時経・崔南善・南宮檍など有名な人物が集まって来た。
1907年には全徳基を通じて梁起鐸・李東寧・安昌浩などが組織した新民会に参加し、その後協成神学校に入学して1915年に牧師になった。
1919年2月に三・一運動の計画が行われ、李弼柱の家でキリスト教人が会合をし、彼を含めて民族代表33人に参加する人物が決まった。監理教会の代表格貞洞第一教会の牧師職を1918年から引き受けていた。民族代表33人に参加した人々の中には同上教会時代から長年の友人崔聖模と貞洞教会伝道師朴東完もあった。
この事件で逮捕され、懲役2年刑を宣告され服役し、以後京畿道華城に隠遁し、牧会活動をしてから1942年死亡した。華城に追慕碑が建立されていて、1962年に建国勲章大統領章を追贈された。

## 参考サイト
- 大韓民国国家報勲処, 이 달의 독립 운동가 상세자료 - 이필주, 2002년
- 한국컴퓨터선교회, 한국 기독교 인물 - 이필주(李弼柱) 구한국 군대출신의 애국자